# The Watcher of the Skies
The Watcher of the Skies är debutalbumet av den svenske musikern Martin Rubashov. Det gavs ut digitalt och på CD i maj 2013 av Despotz Records. Producent för albumet är Daniel Lindblom. Albumet innehåller tio nyskrivna låtar samt en cover på Screaming Trees Nearly Lost You från 1993.
Den 27 februari 2013 släpptes den första singeln Run tillsammans med en video och 16 maj utgavs nästa singel, Let Them Go Ahead, också den med video, regisserad av Josh Bennett. I oktober samma år blev även albumets titelspår en singel.
Albumet gavs ut 29 maj och fick ett gott mottagande med bland annat högsta betyg i Rockbladet. Det omnämndes också som ett av årets tio bästa album av Myles Kennedy i Alter Bridge.

## Låtlista
1. We Are Ok
2. Let Them Go Ahead
3. When We Speak
4. The Watcher Of The Skies
5. Nearly Lost You  (Screaming Trees cover)
6. The Rose On His Shoulder
7. Run
8. A Simple Choice
9. The House By The Lake
10. Revival
11. Meet Me There

## Medverkande

### Musiker
- Martin Rubashov - sång, akustisk gitarr, sitar, saz
- Danne Mckenzie (ex-Mustasch) - trummor

### Övrig medverkan
- Daniel Lindblom - producent